# Goephanes luctuosus
Goephanes luctuosus là một loài bọ cánh cứng trong họ Cerambycidae.